# Centre for the Resolution of the Emergency Situation
Centre for the Resolution of the Emergency Situation (kurz CRES; Thai: ศูนย์อำนวยการแก้ไขสถานการณ์ฉุกเฉิน, RTGS: Sun Amnuai Kan Kae Khai Sathannakan Chuk Choen, kurz ศอฉ, deutsch: Zentrum für die Lösung der Notsituation) war eine thailändische Regierungsorganisation. Die Regierung Abhisit Vejjajiva gründete das CRES am 7. April 2010 mit dem Mandat, die Ordnung in Bangkok und verschiedenen Provinzen im Zuge der Unruhen in Bangkok wiederherzustellen.
Die Aktivisten der United Front for Democracy Against Dictatorship (kurz UDD, deutsch etwa: Vereinigte nationale Front für Demokratie gegen Diktatur; im Volksmund „Rothemden“) protestierten schon seit dem 12. März in der Stadt und besetzten seit dem 3. April die im Zentrum Bangkoks gelegene Ratchaprasong-Kreuzung. Sie wollten den Rücktritt der Regierung und anschließende Neuwahlen erzwingen.

## Aktivitäten

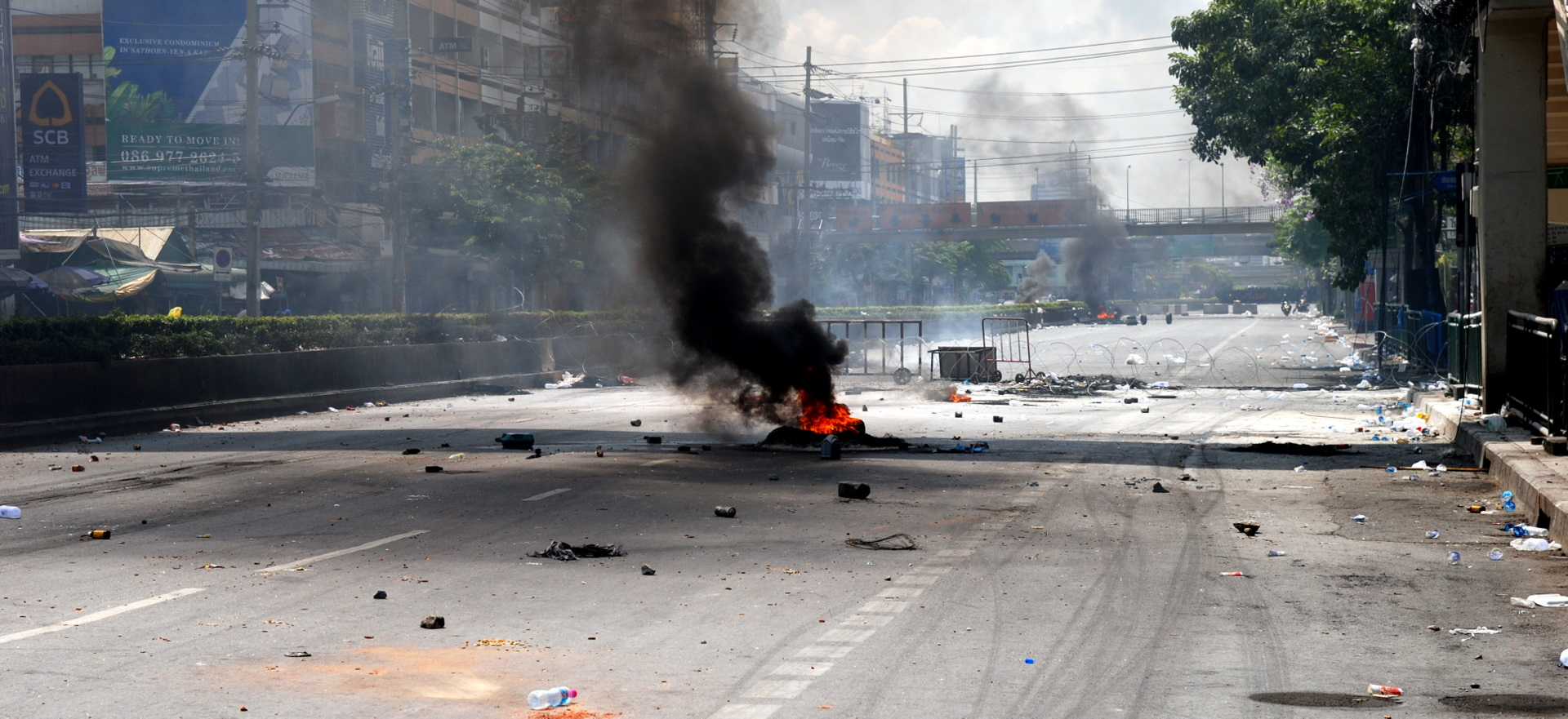
Die Straße Rama IV ist am 15. Mai „Niemandsland“ zwischen den Demonstranten und dem Militär.

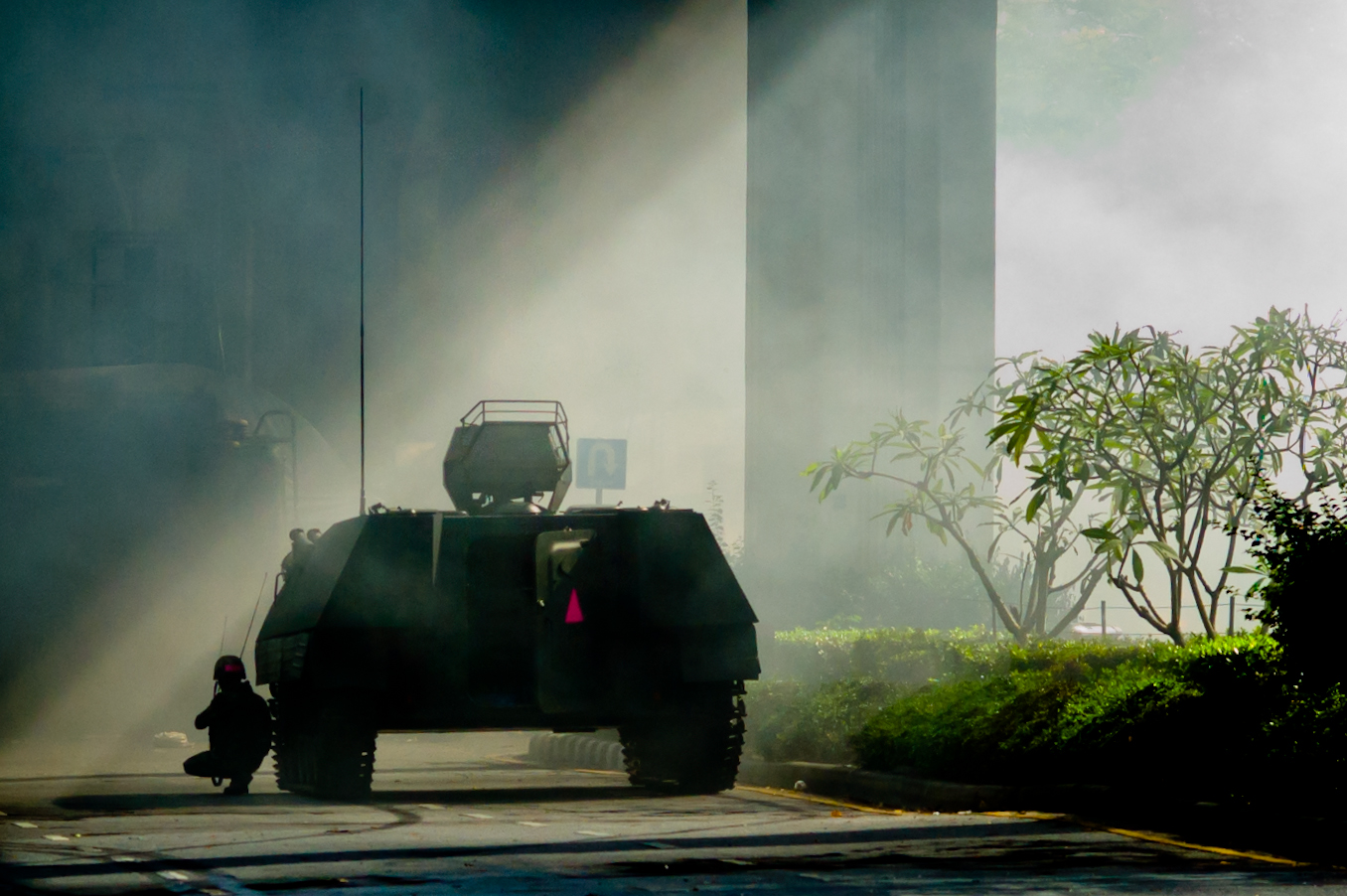
Type-85 Fahrzeug beim Sturm auf die Barrikaden der Rothemden am 19. Mai. Daneben ein Soldat mit einer mobilen Funkeinheit.

Die Gründung bezog sich rechtlich auf die öffentliche Notfallverordnung vom 16. Juli 2005 und war eine direkte Reaktion auf die Erstürmung des Repräsentantenhauses.
Der sofort ausgerufene Ausnahmezustand ermächtigte das CRES Verdächtige bis zu 30 Tage an inoffiziellen Orten festzuhalten und zu befragen. Die Mitarbeiter des CRES waren bei diesen Handlungen größtenteils immun gegen Strafverfolgung. Die Anzahl der so festgehaltenen Personen wurde nicht bekannt gegeben.
Außerdem schloss das CRES in der Zeit der Unruhen etwa 1.000 Webseiten, eine Fernsehstation, mehrere Onlinefernsehsender und mehr als 40 Radiostationen die sie mit der UDD in Verbindung gebracht hatte.
Am 10. April zog das CRES mehrere tausend Militär- und Polizeieinheiten in dem besetzten Gebiet zusammen. Sie stürmten das besetzte Hauptgeschäftsviertel, stießen dabei aber auf massiven Widerstand. Die Soldaten zogen sich in Panik zurück und setzten scharfe Munition ein.
Am Abend des 16. April gab Premierminister Abhisit Vejjajiva die Neustrukturierung des CRES bekannt. Dabei übergab er die Leitung der Organisation von Suthep Thaugsuban an Anupong Paochinda. Außerdem sollte das Zentrum besser auf terroristische Elemente, die die Demonstration infiltriert hätten, reagieren können. Abhisit erwähnte überdies den am gleichen Tag fehlgeschlagenen Versuch der Polizei, vier Anführer der Rothemden, unter ihnen Nattawut Saikua und Arisman Pongruangrong, festzunehmen. Die Menge anwesenden Demonstranten hielt die Polizei davon ab, das Gebäude zu stürmen, wodurch die Gesuchten durch die Fenster und über die Fassade entkommen konnten. Dabei nahmen die Rothemden, eigenen Angaben zufolge als Schutzmaßnahme, vier Angehörige der operierenden Polizeispezialeinheit als Geiseln.
Am 13. Mai veränderte das CRES die Einsatzregeln der eingesetzten Truppen. Die neuen Richtlinien erlaubten den Einsatz von scharfer Munition für Warnschüsse, zur Selbstverteidigung und zur Tötung nicht näher definierter Terroristen. Nach Ansicht von Human Rights Watch schuf die Regierung damit No-go-Areas zwischen dem Militär und den Demonstranten. Scharfschützen durften auf jeden schießen der sich dort aufhielt.
Am 15. Mai sperrte das CRES 106 Konten. Darunter befanden sich die Bankverbindungen von führenden Mitgliedern der UDD, früheren Funktionären der Thai Rak Thai, der Familie des früheren Premierministers Thaksin Shinawatra und von Khattiya Sawasdipol, einen militärischen Anführer der Rothemden.

## Mitglieder
Ursprünglich bestand das CRES aus folgenden Personen:
| Funktion | Person                           | Funktion im CRES                                                              | Bemerkung                                                              |
| --- | -------------------------------- | ----------------------------------------------------------------------------- | ---------------------------------------------------------------------- |
| Vizepremierminister | Suthep Thaugsuban                | Direktor1                                                                     | am 5. Oktober 2010 abgelöst von Verteidigungsminister Prawit Wongsuwan |
| Oberbefehlshaber der Armee | General Anupong Paochinda        | Dritter Assistent des Direktors ab 16. April 2010 leitender Verantwortlicher1 | am 1. Oktober 2010 abgelöst von General Prayuth Chan-ocha              |
| Verteidigungsminister | General Prawit Wongsuwan         | Stellvertretender Direktor                                                    | ab 5. Oktober Direktor                                                 |
| Permanenter Staatssekretär des Verteidigungsministeriums |                                  | Erster Assistent des Direktors                                                |                                                                        |
| Oberbefehlshaber der Thailändischen Streitkräfte | General Songkitti Jaggabatara    | Zweiter Assistent des Direktors                                               |                                                                        |
| Oberbefehlshaber der Marine | Admiral Khamthorn Pumhiran       | Vierter Assistent des Direktors                                               |                                                                        |
| Oberbefehlshaber der Luftstreitkräfte | General Itthaporn Subhawong      | Fünfter Assistent des Direktors                                               |                                                                        |
| Hochkommissar der Polizei | Polizeigeneral Pateep Tanprasert | Sechster Assistent des Direktors                                              | am 2. September 2010 abgelöst von Polizeigeneral Wichian Podbhosri     |
| Permanenter Staatssekretär des Justizministeriums |                                  | Mitglied                                                                      |                                                                        |
| Permanenter Staatssekretär des Innenministeriums |                                  | Mitglied                                                                      |                                                                        |
| Permanenter Staatssekretär des Außenministeriums |                                  | Mitglied                                                                      |                                                                        |
| Permanenter Staatssekretär des Gesundheitsministeriums |                                  | Mitglied                                                                      |                                                                        |
| Permanenter Staatssekretär des Ministeriums für Technologie und Kommunikation                                                                                  |                                  | Mitglied                                                                      |                                                                        |
| Permanenter Staatssekretär des Energieministeriums |                                  | Mitglied                                                                      |                                                                        |
| Generalstaatsanwalt |                                  | Mitglied                                                                      |                                                                        |
| Generalsekretär des Staatsrats (Council of State) |                                  | Mitglied                                                                      |                                                                        |
| Direktor des staatlichen Nachrichtendienstes |                                  | Mitglied                                                                      |                                                                        |
| Generaldirektor des Amts für Öffentlichkeitsarbeit |                                  | Mitglied                                                                      |                                                                        |
| Direktor des Budgetbüros |                                  | Mitglied                                                                      |                                                                        |
| Generaldirektor des Amts für Katastrophenprevention und -bekämpfung                                                                                            |                                  | Mitglied                                                                      |                                                                        |
| Generaldirektor des Department of Special Investigation |                                  | Mitglied                                                                      |                                                                        |
| Generalsekretär des medizinischen Notfallinstitutes |                                  | Mitglied                                                                      |                                                                        |
| Gouverneur der Metropolregion Bangkok |                                  | Mitglied                                                                      |                                                                        |
| Assistent des Direktors des Kommandos für interne Sicherheitsoperationen (Internal Security Operations Command)                                                |                                  | Mitglied                                                                      |                                                                        |
| Erster Assistent des Oberbefehlshabers |                                  | Mitglied                                                                      |                                                                        |
| Zweiter Assistent des Oberbefehlshabers |                                  | Mitglied                                                                      |                                                                        |
| Generalsekretär des Nationalen Sicherheitsrates |                                  | Mitglied und Schriftführer                                                    |                                                                        |
| Sekretär des Kommandos für interne Sicherheitsoperationen |                                  | Kommandomitglied und stellvertretender Schriftführer                          |                                                                        |
| Soldaten, Polizisten und Beamte, die ihren Dienst in den von der Notstandserklärung betroffenen Gebieten tun, oder in die betroffenen Gebiete versetzt wurden. |                                  |                                                                               |                                                                        |

Anmerkung:
- 1 Nach der Restrukturierung am 16. April 2010 war nicht mehr der Direktor, sondern der "Chief officer" federführend für die Operationen des CRES verantwortlich.[8]

## Zuständigkeiten
Bei der Gründung war das CRES für folgende Gebiete zuständig:
- Bangkok
- Provinz Nonthaburi
- In der Provinz Samut Prakan die Distrikte: Samut Prakan, Bang Phli, Phra Pradaeng, Phra Samut Chedi, Bang Bo und Bang Sao Thong
- In der Provinz Pathum Thani die Distrikte Thanyaburi, Lat Lum Kaeo, Sam Khok, Lam Luk Ka und Khlong Luang
- In der Provinz Nakhon Pathom der Distrikt Phutthamonthon
- In der Provinz Ayutthaya die Distrikte Wang Noi, Bang Pa In, Bang Sai und Lat Bua Luang